# Makoto Okiguchi
Makoto Okiguchi född 22 november 1985 i Osaka, är en japansk gymnast.
Okiguchi tog OS-silver i lagmångkampen i samband med de olympiska gymnastiktävlingarna 2008 i Peking.